# Downblouse

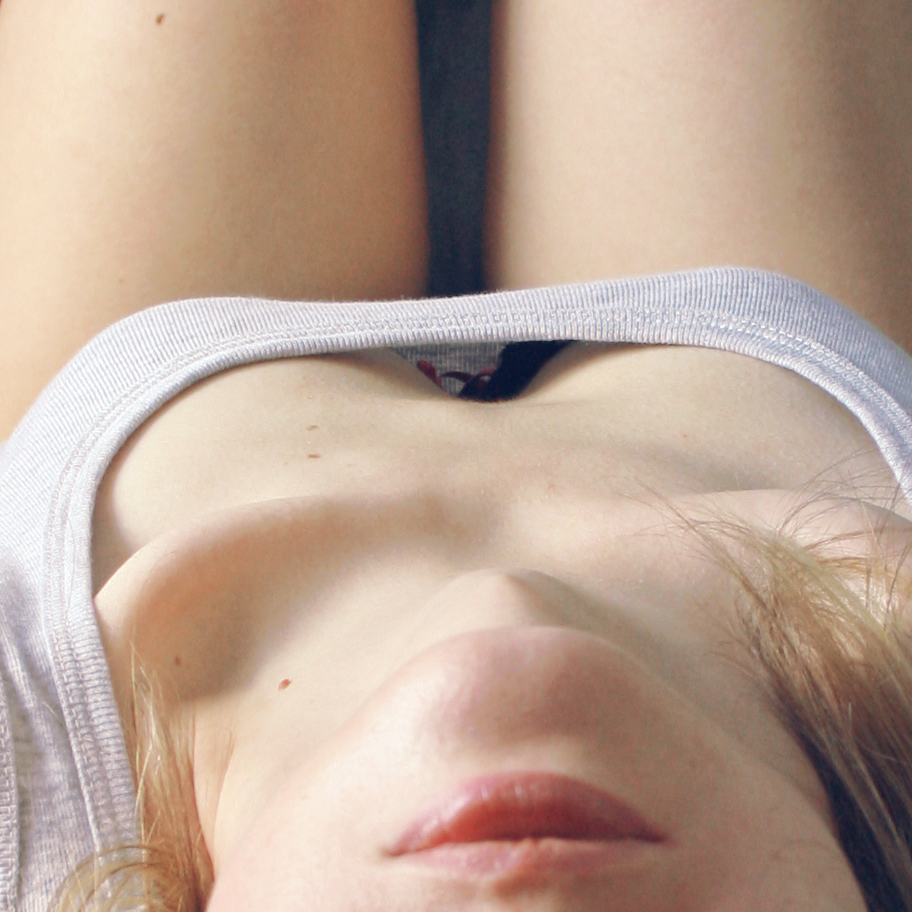
Exemple de downblouse

Downblouse és l'acte de mirar des de dalt —és a dir, per damunt— del vestit o camisa d'una dona per a observar-ne o fotografia-ne l'escot o els pits. La pràctica es considera com una forma de voyeurisme o fetitxisme sexual i és similar en naturalesa a l'upskirt, amb implicacions delictives quan es fa sense consentiment.
En algunes jurisdiccions és un delicte sexual. El tema s'ha discutit públicament durant el segle XXI, encara que el terme downblouse s'utilitza en anglès des de 1994. La popularitat de la fotografia encoberta, tant de la part superior (downblouse) com per sota la faldilla (upskirt) ha augmentat amb la proliferació de telèfons amb càmera des de l'any 2000. NASUWT, un sindicat de professors del Regne Unit, va informar d'una tendència a l'alça en aquestes imatges a les escoles el 2018.
Moltes d'aquestes fotos preses de manera encoberta es pengen a llocs web, inclosos llocs web pornogràfics com Pornhub, XVideos i xHamster, així com subreddits com r/CreepShots. Alguns llocs web allotgen tutorials sobre com fer fotos downblouse i upskirt. Ja el 2004, Google va enumerar uns quatre milions de llocs web que estaven etiquetats com "upskirt" i "downblouse". Algunes jurisdiccions, com ara el Regne Unit, Alemanya i diversos estats dels Estats Units [89] i australians, tenen estatuts que prohibeixen aquesta fotografia encoberta. Al Regne Unit, les persones que fan aquestes fotografies i les publiquen en línia es poden incloure al registre de delinqüents sexuals, i al Japó el govern ha pressionat els fabricants de telèfons mòbils perquè els seus telèfons emetin un so d'advertència cada vegada que es prenen aquestes fotografies. Aquest tipus de delictes "en gran part no es denuncien" i, segons Maria Miller, presidenta del Comitè de Dones i Igualtat, les disposicions legals són inadequades.